# Cabanes du Breuil
L'appellation « Cabanes du Breuil » est celle d'anciennes annexes agricoles d'une ferme située au lieudit Calpalmas à Saint-André-d'Allas en Dordogne et érigée en musée privé. Datant du XIXe siècle, voire du tout début du XXe siècle, ces bâtiments ont pour particularité d'être couverts d'une voûte encorbellée en pierre sèche revêtue d'une toiture de lauses et de s'agglutiner les uns aux autres. 

## Situation
Les « Cabanes du Breuil » se situent à 9 km de Sarlat et à 12 km des Eyzies, au lieudit Calpalmas. Ce sont des dépendances d'une ancienne ferme constituée d'une part d'une maison et d'un fournil couverts chacun d'une bâtière de lauses sur charpente (comme on en rencontre dans le Sarladais) et d'autre part d'une grange disposée en vis-à-vis, le porche d'entrée de la cour entre maison et grange portant la date de 1841.

## Origines de l'appellation
D'après les cadastres, le lieudit est non pas Le Breuil mais Calpalmas. Le Breuil (orthographié aussi Breuilh) est à proprement parler le nom d'un hameau voisin situé 500 m plus à l'ouest.
L'appellation « Cabanes du Breuil » a été popularisée, soit sous sa forme première, soit sous la variante « Bories du Breuil », par la revue Périgord Magazine dans les années 1970 et plus généralement par la littérature touristique régionale, sans oublier les cartes postales à partir des années 1980.

## Le monument historique
C'est à la suite de la proposition d'un visiteur, frappé par la beauté et l'originalité de l'ensemble des cabanes, que celles-ci ont fait l'objet d'une mesure de protection. D'abord protégées au titre des sites à partir de 1968, elles devaient être classées monuments historiques le 10 mai 1995 (ainsi que les façades et toitures en lauses de la maison d'habitation et de son fournil), la grange étant pour sa part déjà inscrite depuis 1991.

## Restaurations
Les cabanes ont fait l'objet, à diverses reprises (au tournant des années 1970 puis à celui des années 1990), d'importantes restaurations. Certaines modifications ont été apportées aux faîtages : les toitures indépendantes des cabanes du groupe 2 (cf, infra, Disposition des bâtiments) ont été reliées entre elles sur deux tiers de leur hauteur pour faire pendant à la ligne de faîtage ondulée du groupe 1 (cf, infra, Disposition des bâtiments); de même, le faîtage de la cabane contre le pignon du fournil, est passé d'une ligne en courbe et contrecourbe à une ligne horizontale bien droite, comme celle du faîtage du fournil.

## Date de construction

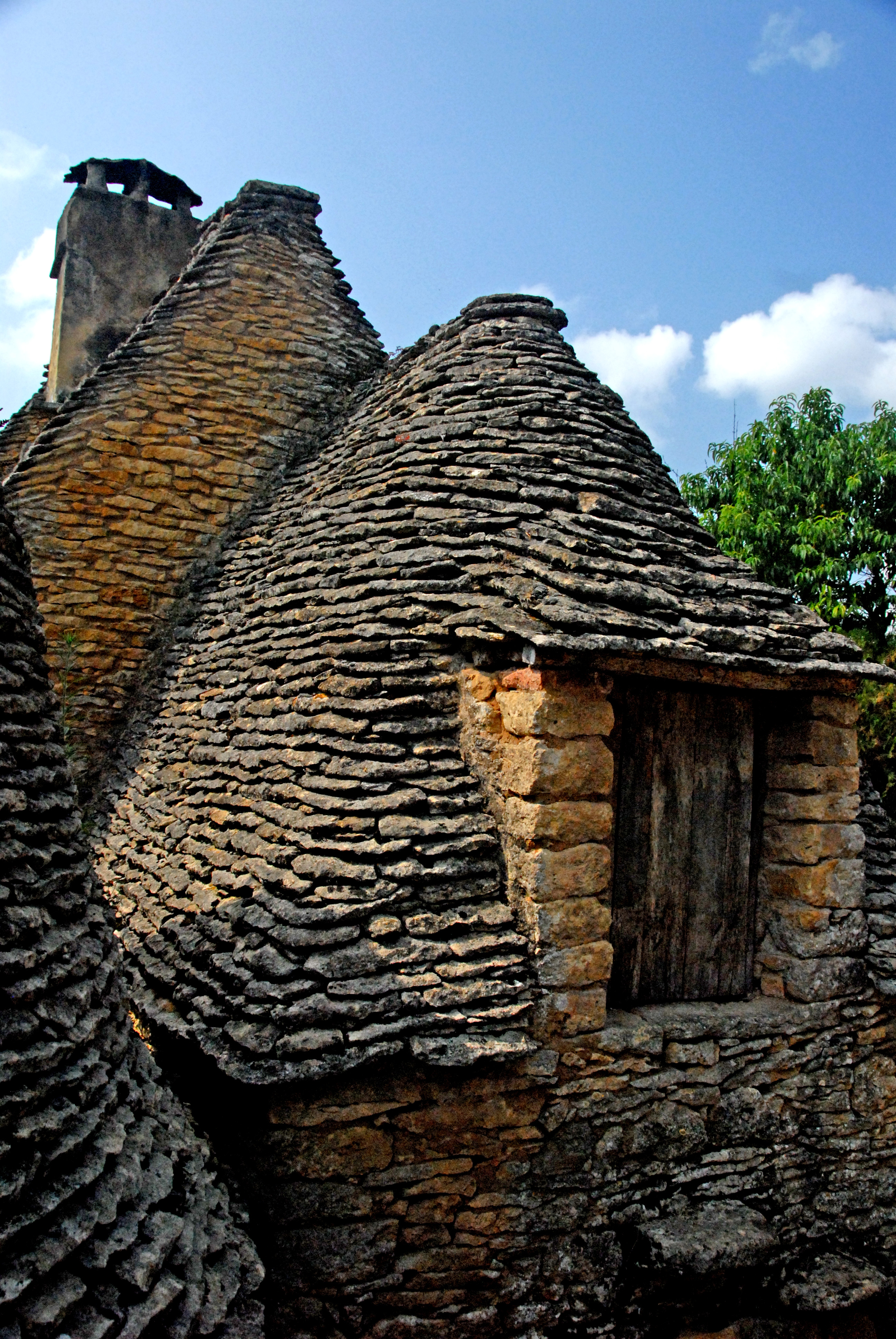
Toiture et lucarne du bâtiment adossé au pignon du fournil de l'ancienne maison de ferme.

Selon le site Internet qui leur est consacré (cf. Liens externes), « Au Moyen Âge, les cabanes du Breuil étaient habitées par les Bénédictins de Sarlat ». La preuve en serait un acte de vente de « 1449, date de la plus vieille trace écrite affirmant leur existence ». Cependant ce document n'a jamais été publié et ses coordonnées comme sa teneur sont tenues sous le boisseau. De plus, Calpalmas n'est pas Le Breuil. Dans son livre, Les cabanes en pierre sèche du Périgord, paru en 2002 (cf. Bibliographie), François Poujardieu écrit que « Le Breuil était un des domaines des Bénédictins du Chapitre de l'Évêché de Sarlat, mais il est écrit nulle part qu'existaient les cabanes que nous voyons aujourd'hui ». Il ajoute : « La propriétaire affirmait, il y a vingt ans, que les cabanes auraient été construites ou entièrement remaniées par son grand-père, au début du XXe siècle ».
Toujours selon le site Internet, des artisans ruraux (un forgeron, un bourrelier et un tisserand) auraient loué certaines des cabanes pour y exercer leur activité mais aucun élément textuel n'est apporté qui corroborerait la chose. Dans la cabane qui aurait servi au forgeron, trône un gros soufflet devant un renfoncement de maçonnerie servant d'âtre. Une carte postale des années 1970 montre cette même cabane servant de bergerie : une dizaine de brebis en sort, sous la houlette des agriculteurs de l'époque.

## Disposition des bâtiments

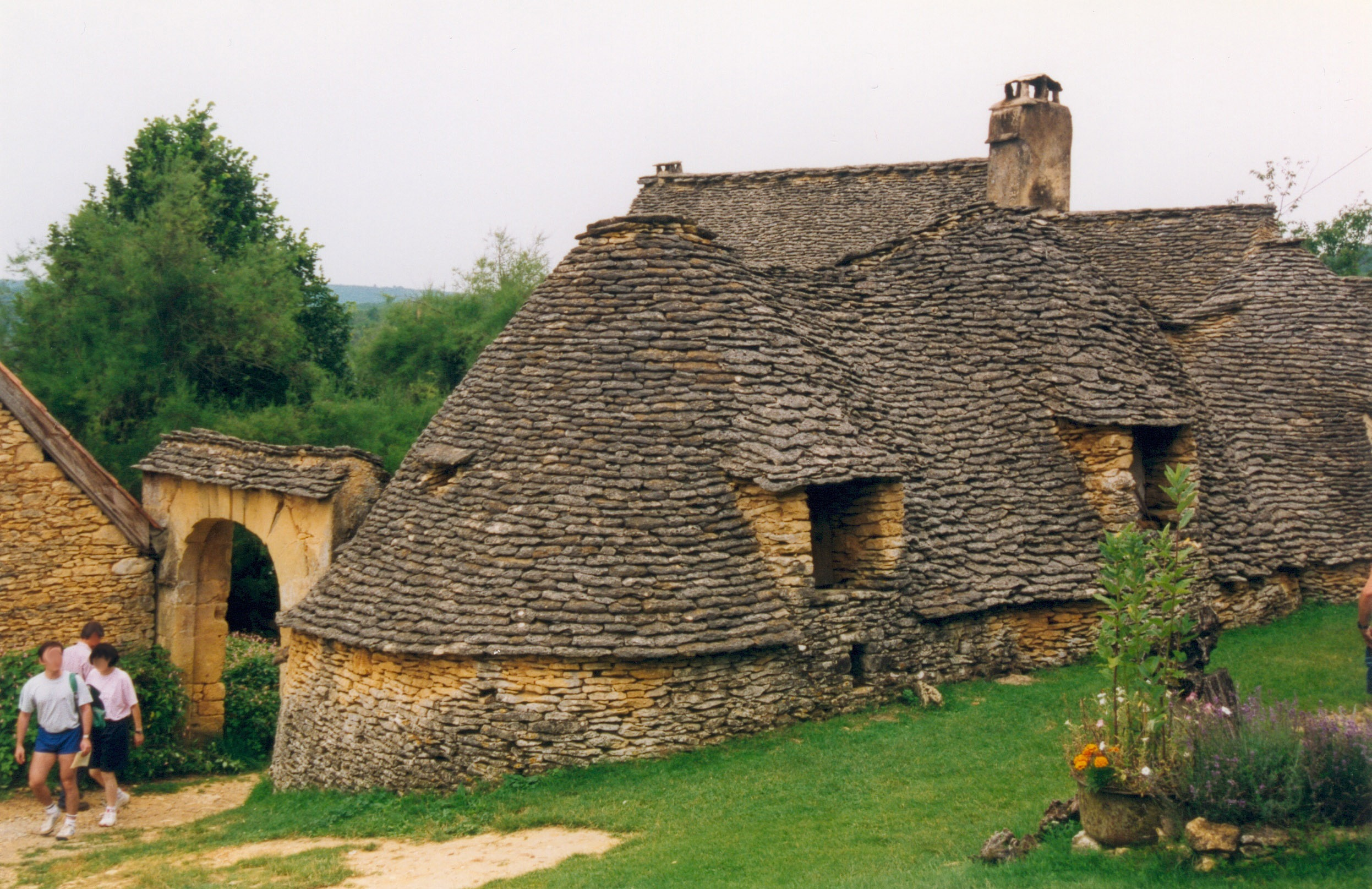
Les deux premières cabanes du groupe 1.

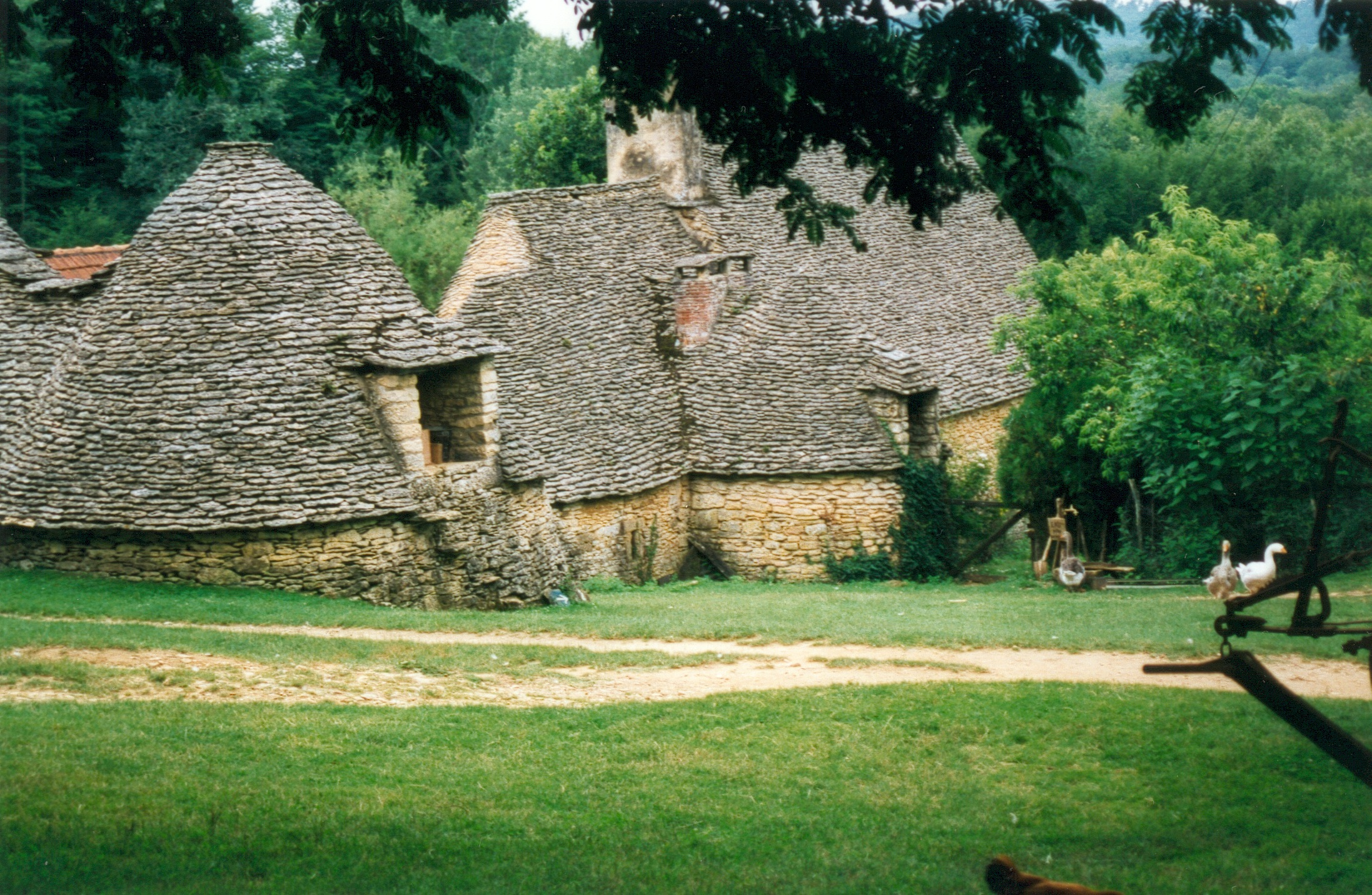
La cabane avant du groupe 2 et les cabanes 4 et 5 contre le fournil.

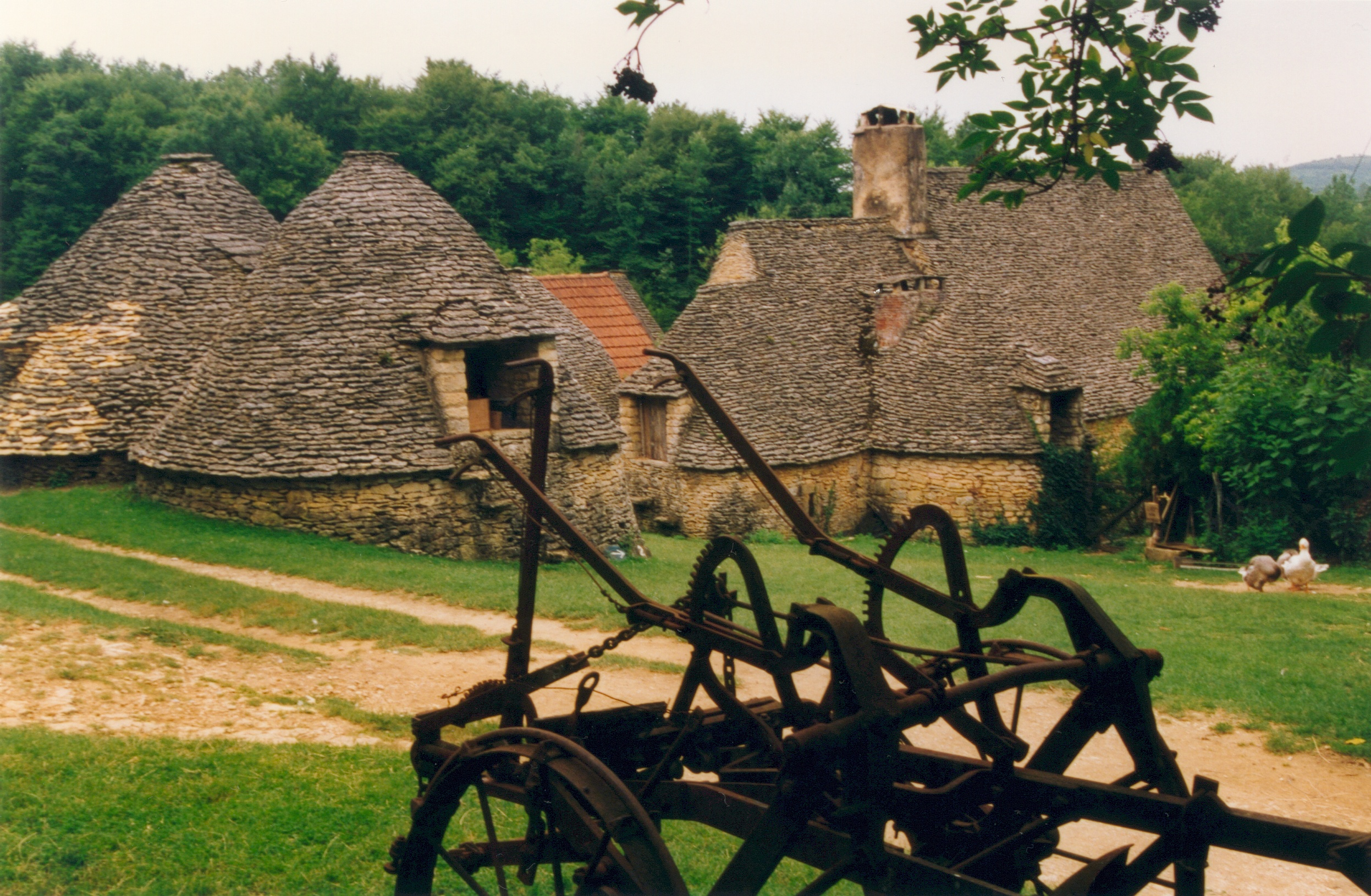
Les deux cabanes du groupe 2.

Un premier groupe de cinq cabanes forme un arc de cercle bornant le côté amont de la ferme : 
- les deux premières constituent en fait une seule et même bâtisse (vraisemblablement un fenil), de plan au sol en forme de rectangle arrondi aux angles ; contre son extrémité arrière s'accole une cabane plus petite, de plan circulaire; les toitures des trois cabanes étant reliées entre elles par un faîtage concave, on a l'impression d'une seule et même bâtisse à triple toiture ;
- les deux cabanes suivantes sont disposées à angle droit et adossées, la première au pignon du fournil, la deuxième au gouttereau de ce même fournil, petit bâtiment à bâtière de lauses dressé contre le pignon de la maison.

Un groupe de deux autres cabanes, elles aussi accolées entre elles et reliées par la toiture, se dresse parallèlement au premier groupe quelques mètres plus haut sur la pente.
Enfin, plus en amont, se dressent, isolées, une petite et une grande cabane, plus une petite à l'entrée du site.

## Architecture
Aux plans de l'architecture et de la morphologie, chaque cabane se décompose en trois éléments distincts :
- un corps de base en pierres maçonnées au mortier de terre (et non à sec),
- une voûte de pierres sèches encorbellées et inclinées vers l'extérieur,
- une toiture de lauses en forme de cloche avec coyau et rive débordante, qui vient recouvrir l'extrados de la voûte.

Du fait de la déclivité du terrain, la rive des toitures rase le sol en amont. 
Les entrées, disposées en aval, font toute la hauteur du corps de base. Elles ont pour piédroits des pierres taillées en parement et disposées plus ou moins en alternance de boutisses et de panneresses. Elles sont couvertes d'un linteau et d'arrière-linteaux en bois, juste sous la rive de la toiture. Une porte en bois les ferme.
Dans chaque toiture, s'ouvre une large lucarne gerbière, dont les montants sont maçonnés et couverts d'une avancée de lauses reposant sur un linteau et des arrière-linteaux en bois. La rive de la toiture s'interrompt à leur niveau. Certaines lucarnes sont accessibles (pour la volaille ?) par une volée de trois ou quatre dalles laissées en saillie sur le nu du mur inférieur.
Chaque toiture est coiffée d'une grande dalle circulaire, taillée à la courbe.
À l'intérieur, à l'amorce de l'encorbellement, des poutrelles en bois forment le rudiment d'un plancher.
Les cabanes présentent, dans leurs formes et leurs procédés, une remarquable unité architecturale, signe qu'elles relèvent d'une même époque ou qu'elles ont eu le même constructeur. Leur architecture renvoie à celle des cabanes de pierre à toiture conique ou campaniforme visibles en d'autres points du Sarladais et dont le mouvement de construction va du milieu du XVIIIe à la fin du XIXe siècle.

## Muséographie
Dans une des cabanes, on trouve une fausse cheminée, édifiée en 1988 afin de « mettre en valeur les objets des grands-parents » de l'exploitant actuel. Il s'agit d'un couple d'agriculteurs ayant exploité la ferme du début des années 1950 à la fin des années 1990.

## Décor de films
Outre les cartes postales, le cinéma et la télévision ont popularisé les lieux : ils auraient en effet servi de décor (avant 1990) aux films La Belle au bois dormant, Jacquou le Croquant (de Stellio Lorenzi), D'Artagnan et Les Misérables (de Robert Hossein).
En 2023, certaines scènes de la série télévisée Fortune de France de Christopher Thomson ont été tournées aux cabanes du Breuil.

## Visite
Les cabanes sont visitables toute l'année (de 10h à 19h), sur réservation de novembre à mars hors vacances scolaires et weekends (de 14h à 18h).

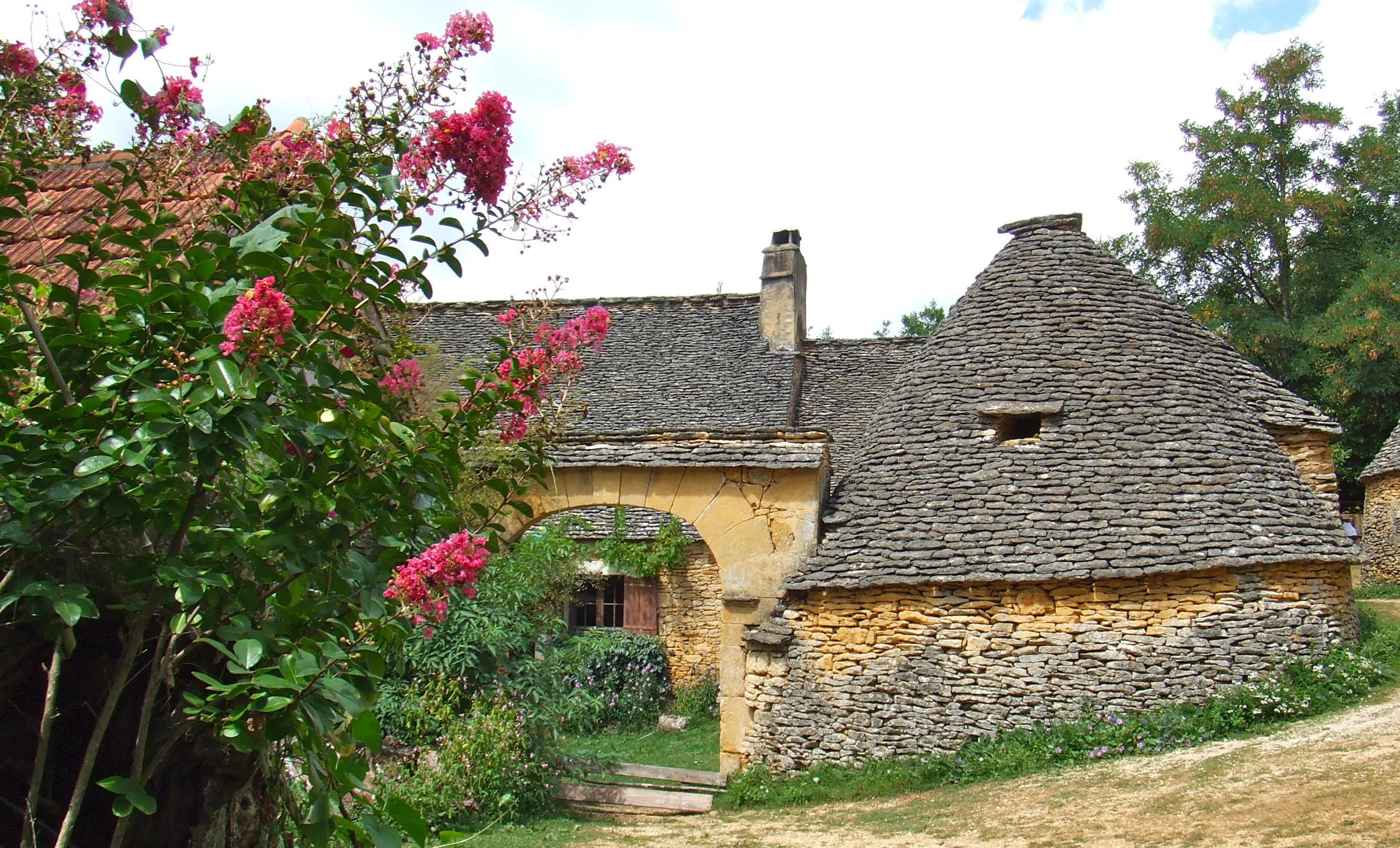
La ferme et son porche daté de 1841 entre grange et groupe 1
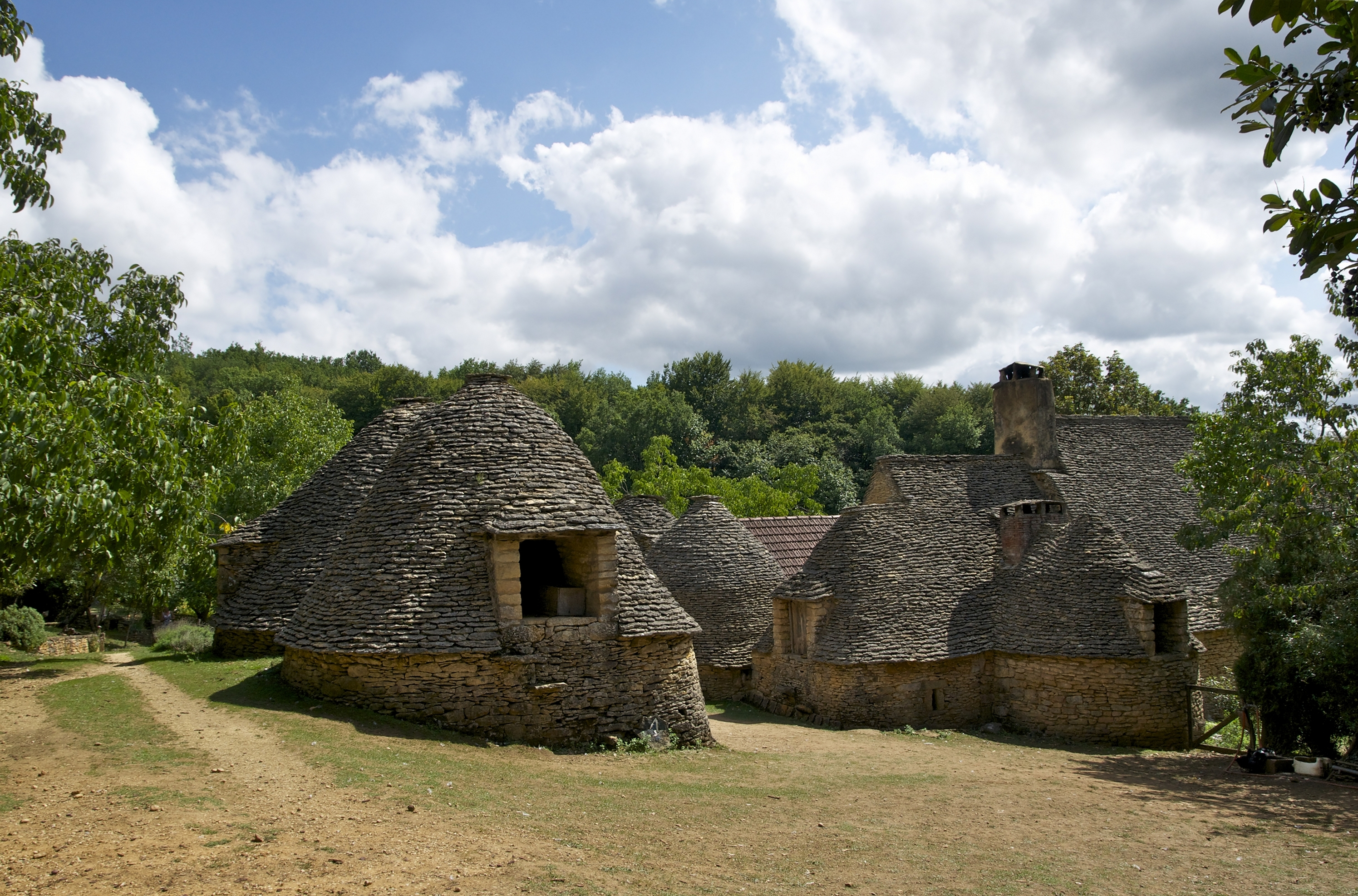
Les cabanes vues depuis l'ouest
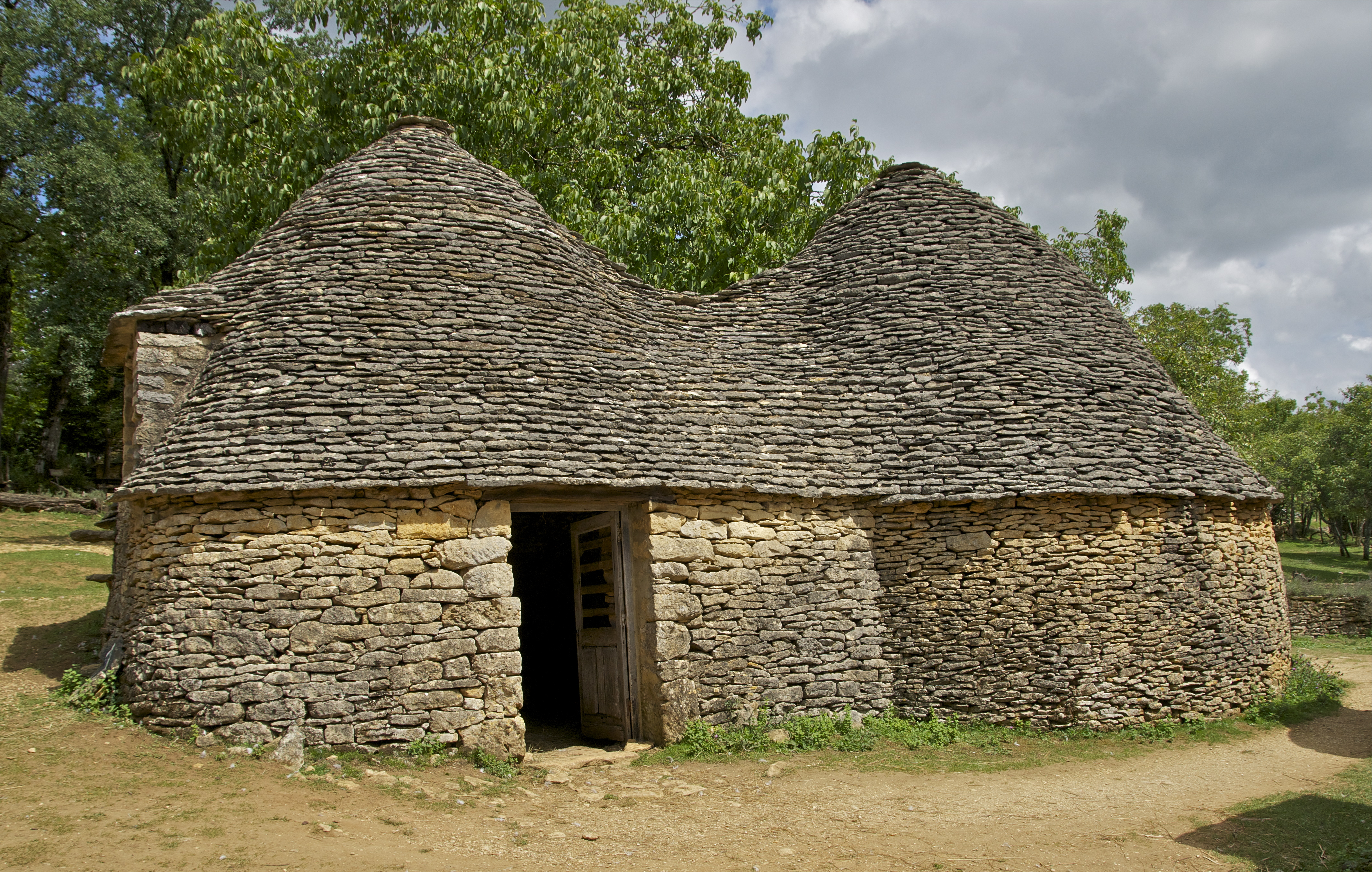
Les cabanes du groupe 2 reliées par une « selle »
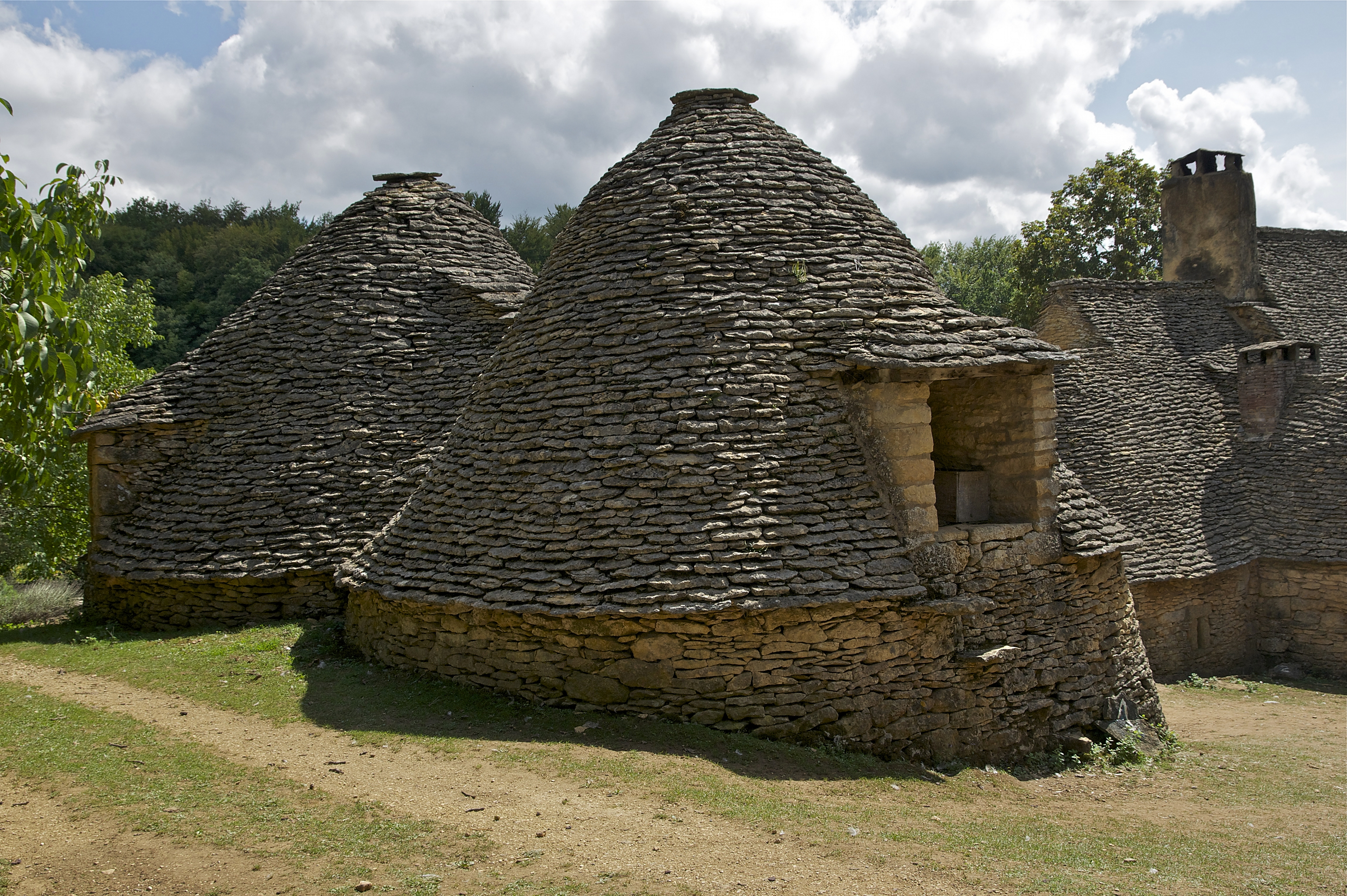
La cabane amont du groupe 2 avec sa gerbière
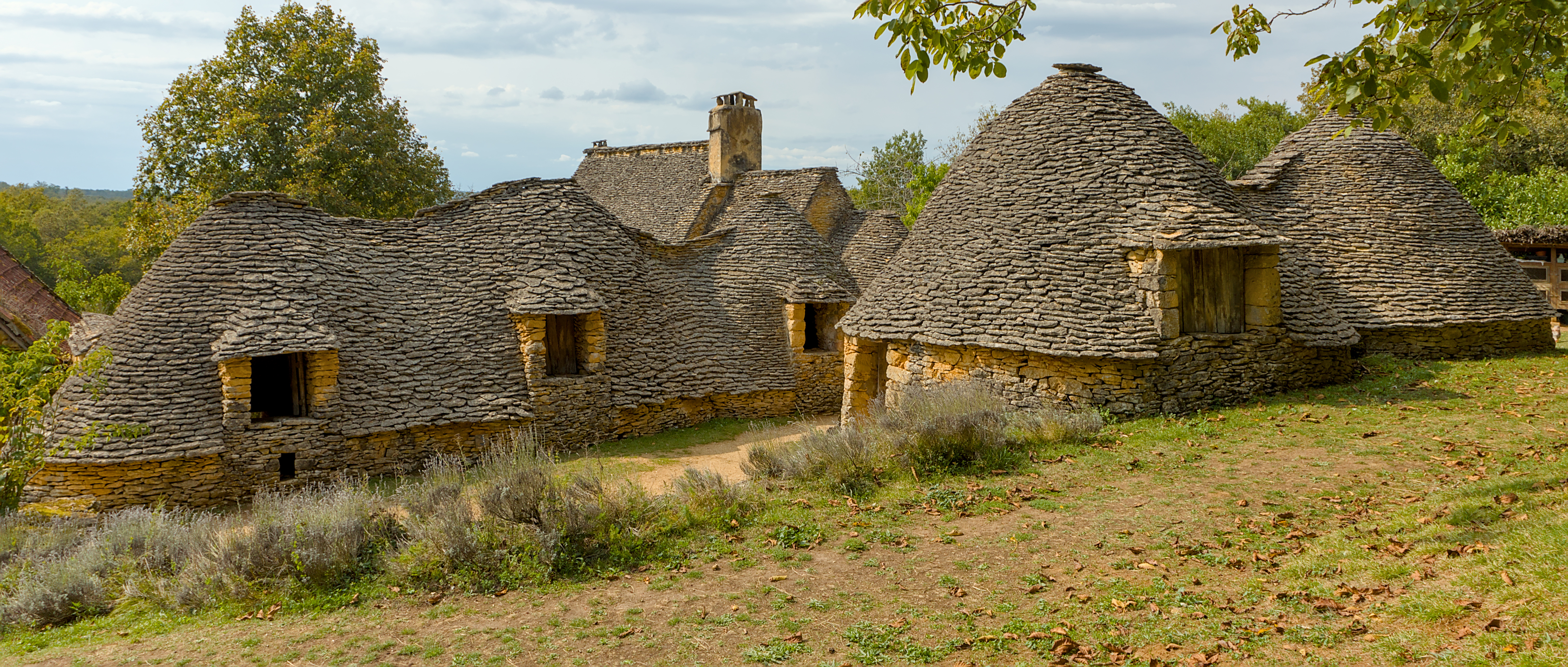
Les cabanes, avec l'ancienne ferme à l'arrière-plan
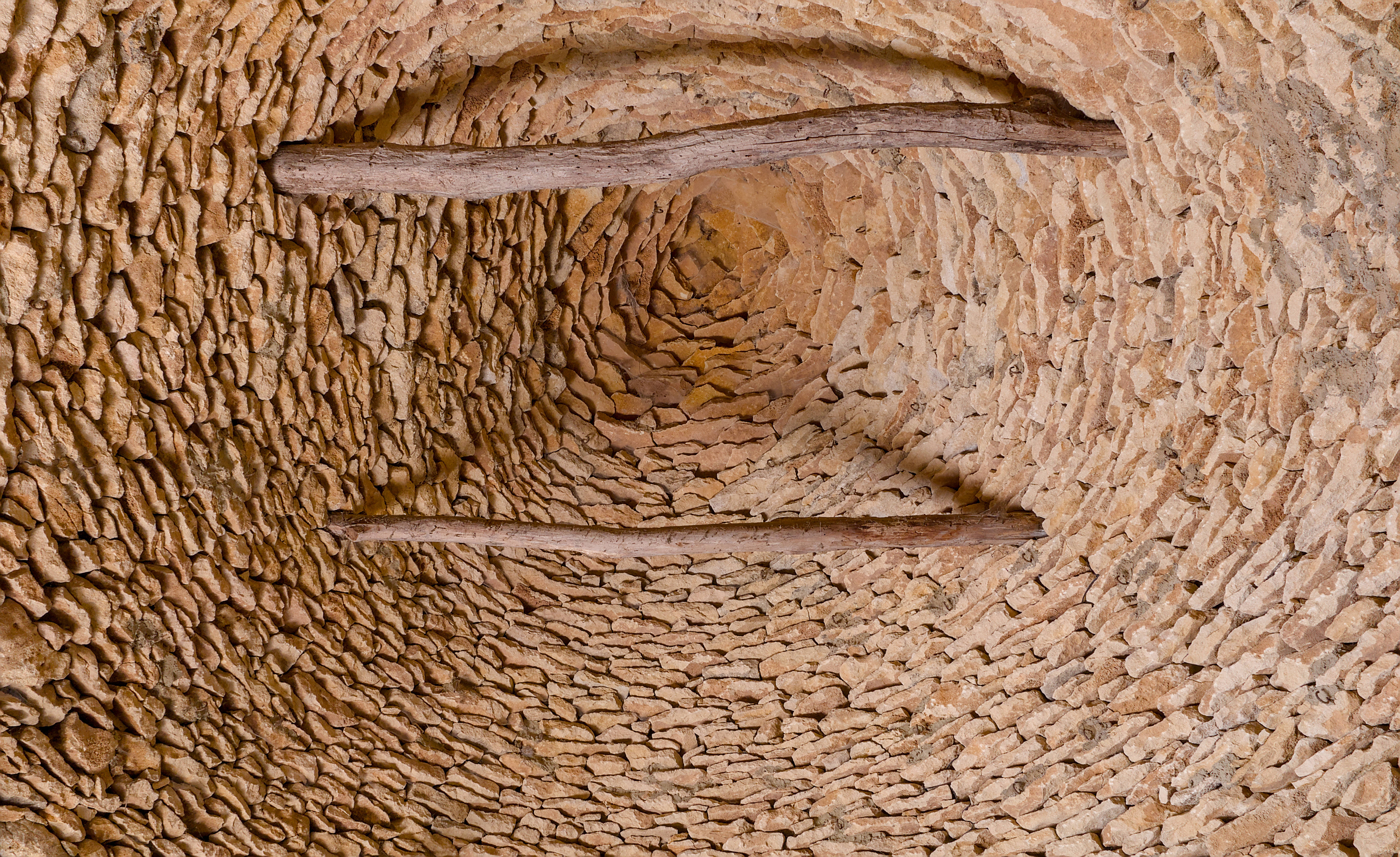
L'intrados d'une voûte d'encorbellement